# パラボラヴァ
「パラボラヴァ」は、スキマスイッチの21枚目のシングル。

## 解説
- 20thシングル「Ah Yeah!!」から約4カ月ぶりのリリース。
- 初回生産限定盤・通常盤の2種類同時発売。初回盤のCDはBlu-spec CD2仕様であるほか、DVDが付属されている。
- 全国ツアー「スキマスイッチ TOUR 2015 "SUKIMASWITCH"」ライブ&バックステージに招待他、スペシャル・グッズが抽選で当たる3作連動特典応募券封入。
- 対象店舗で購入すると「スキマスイッチ 手書きイラスト&サイン入り特製アナザージャケット」が先着でプレゼントされた。

## 収録曲
- 全作詞・作曲：スキマスイッチ

1. パラボラヴァ
  - ヨコハマタイヤ『iceGUARD 5（アイスガード ファイブ）』CMソング
  - 仙台放送『あらあらかしこ』2014年11月度エンディングテーマ
  - 日本コープ共済生活協同組合連合会「わたしと、コープ共済。篇」CMソング[1]
  - スキマスイッチとしては初めてとなる「ストレートなラブソング」。大橋は「スキマ史上最もラブラブ」になったと語っている[2]。
  - 歌詞は大橋曰く「スキマ史上最もラブラブ」。常田が作った叩き台をもとに「どうせやるなら、もっともっとラブ度を増していこう」と二人で「エスカレートさせていった」と語っている[2][3]。
  - サビの独特なメロディラインは、Mr.Childrenの「PADDLE」の影響を受けており、「今まで聴いたことのないフレーズ」を意識して作られている[4]。
  - もともとはアルバム曲として制作していたが、タイアップの依頼を受けシングルでのリリースとなった[2]。
  - MVでは、二人がカンフーアクションを行い、また二人に扮した役者が「パルクール」と呼ばれる運動法を用いてスタントを行っている[3]。
2. 僕の青い自転車
  - インディーズ時代の楽曲のリメイク。インディーズアルバム『10チャンネル』に収録。
3. 君の話（from 新宿LOFT 2014.4.9）
  - 2人がデビュー前にステージに立ったライブハウス、新宿LOFTにて開催された「SHINJUKU LOFT 15th ANNIVERSARY PREMIUM LIVE SERIES 2014 THE DREAM MATCH#1」でのライブ音源。
4. パラボラヴァ（backing track）

## 初回特典DVD収録内容
- 「Uketometai THE MOVIE 〜I Wanna Catch〜」

## 7inchアナログ盤
- 2014年にリリースした21stシングル「パラボラヴァ」のアナログ盤。
- 自身が立ち上げたアナログ専門レーベル「KU-KAN RECORDS」からの第八弾リリース作品[5]。
- 完全限定盤。
- 33回転仕様。
- 「ガラナ / スフィアの羽根」、「ミスターカイト/ リチェルカ」との同時リリース。
- 2020年2月～9月にリリースされた全25タイトルの「特典引換券」を集めて送ることで7インチ収納BOXがプレゼントされる。

### 収録曲
全作詞・作曲：スキマスイッチ

#### SIDE A
1. パラボラヴァ

#### SIDE B
1. 僕の青い自転車

## ライブ映像作品
| 曲名           | 発売年 | 作品名                                                                           |
| -------------- | ------ | -------------------------------------------------------------------------------- |
| パラボラヴァ   | 2015年 | スキマスイッチ TOUR 2015 “SUKIMASWITCH”-SPECIAL-THE MOVIE                        |
| パラボラヴァ   | 2016年 | スキマスイッチ TOUR 2016 “POPMAN'S CARNIVAL” THE MOVIE                           |
| パラボラヴァ   | 2017年 | SUKIMASWITCH TOUR 2017 “re:Action”THE MOVIE for DELUXE                           |
| パラボラヴァ   | 2019年 | SUKIMASWITCH 15th Anniversary Special at YOKOHAMA ARENA 〜Reversible〜 THE MOVIE |
| パラボラヴァ   | 2020年 | Sukimaswitch Official Fanclub DELUXE presents TOUR 2016“POPMAN’S CARNIVAL”Vol.0  |
| パラボラヴァ   | 2021年 | スキマスイッチ2021ライブ&ドキュメンタリーfor DELUXE                              |
| パラボラヴァ   | 2022年 | スキマスイッチ “Soundtrack” THE MOVIE                                            |
| パラボラヴァ   | 2023年 | DELUXE FAN CLUB EVENT TOUR V.I.P. Vol.4                                          |
| 僕の青い自転車 | 2023年 | DELUXE FAN CLUB EVENT TOUR V.I.P. Vol.4                                          |
| 君の話         | -      | →「 君の話#ライブ映像作品 」を参照                                               |

## 収録アルバム
| 曲名           | 発売年 | 作品名                                                                 | 分類         |
| -------------- | ------ | ---------------------------------------------------------------------- | ------------ |
| パラボラヴァ   | 2014年 | スキマスイッチ                                                         | オリジナル   |
| パラボラヴァ   | 2015年 | スキマスイッチ TOUR 2015 “SUKIMASWITCH”SPECIAL                         | ライブ       |
| パラボラヴァ   | 2016年 | スキマスイッチ TOUR 2016 “POPMAN'S CARNIVAL”                           | ライブ       |
| パラボラヴァ   | 2018年 | スキマノハナタバ 〜Love Song Selection〜                               | コンセプト   |
| パラボラヴァ   | 2019年 | SUKIMASWITCH 15th Anniversary Special at YOKOHAMA ARENA 〜Reversible〜 | ライブ       |
| パラボラヴァ   | 2023年 | POPMAN'S WORLD -Second-                                                | ベスト       |
| 僕の青い自転車 | 2000年 | 10チャンネル                                                           | インディーズ |
| 僕の青い自転車 | 2016年 | POPMAN'S ANOTHER WORLD                                                 | ベスト       |
| 君の話         | -      | →「 君の話#収録アルバム 」を参照                                       | -            |